# Priapodes longipalpata
Priapodes longipalpata är en fjärilsart som beskrevs av Thierry-mieg 1892. Priapodes longipalpata ingår i släktet Priapodes och familjen mätare. Inga underarter finns listade i Catalogue of Life.